# Dwór w Jurowcach
Dwór w Jurowcach – zabytkowy dwór w Jurowcach.
Według różnych źródeł pierwotny, drewniany budynek dworski powstał w XVI lub w 1. połowie XIX wieku. Został przebudowany na początku XX wieku. Wzniesiony w stylu klasycystycznym, murowany, frontem skierowany w kierunku północnym. Budynek jest parterowy, piwnice sklepione kolebkowo.
W dworze zamieszkiwali Słoneccy herbu Korab. Byli nimi m.in. Zenon Słonecki (1831-1912), Jan Duklan Słonecki (1859-1896), Stanisław Słonecki (1890-1972). Ostatni z wymienionych właścicieli opuścił Jurowce po zakończeniu II wojny światowej.
W bliskim położeniu istniał folwark wraz z zabudowaniami jak oficyna, gorzelnia (jej kierownikiem pod koniec XIX wieku był Jan Nadolny). Wokół budynku został zachowany park wraz ze starodrzewiem oraz staw. Od 1920 w dworze prowadzono hodowlę krów rasy czerwonej, ponadto trzody chlewnej i stadninę koni.
W okresie PRL w budynku działał ośrodek zdrowia i poczta. Na początku XXI wieku dwór pozostawał własnością gminy Sanok i został wystawiony na sprzedaż.
Decyzją z 9 września 1988 zespół dworski został wpisany do wojewódzkiego rejestru zabytków. Po kontroli przeprowadzonej w 2013 Najwyższa Izba Kontroli negatywnie oceniła gospodarowanie przez gminę Sanok zabytkiem nieruchomym – zespołem dworskim w Jurowcach.

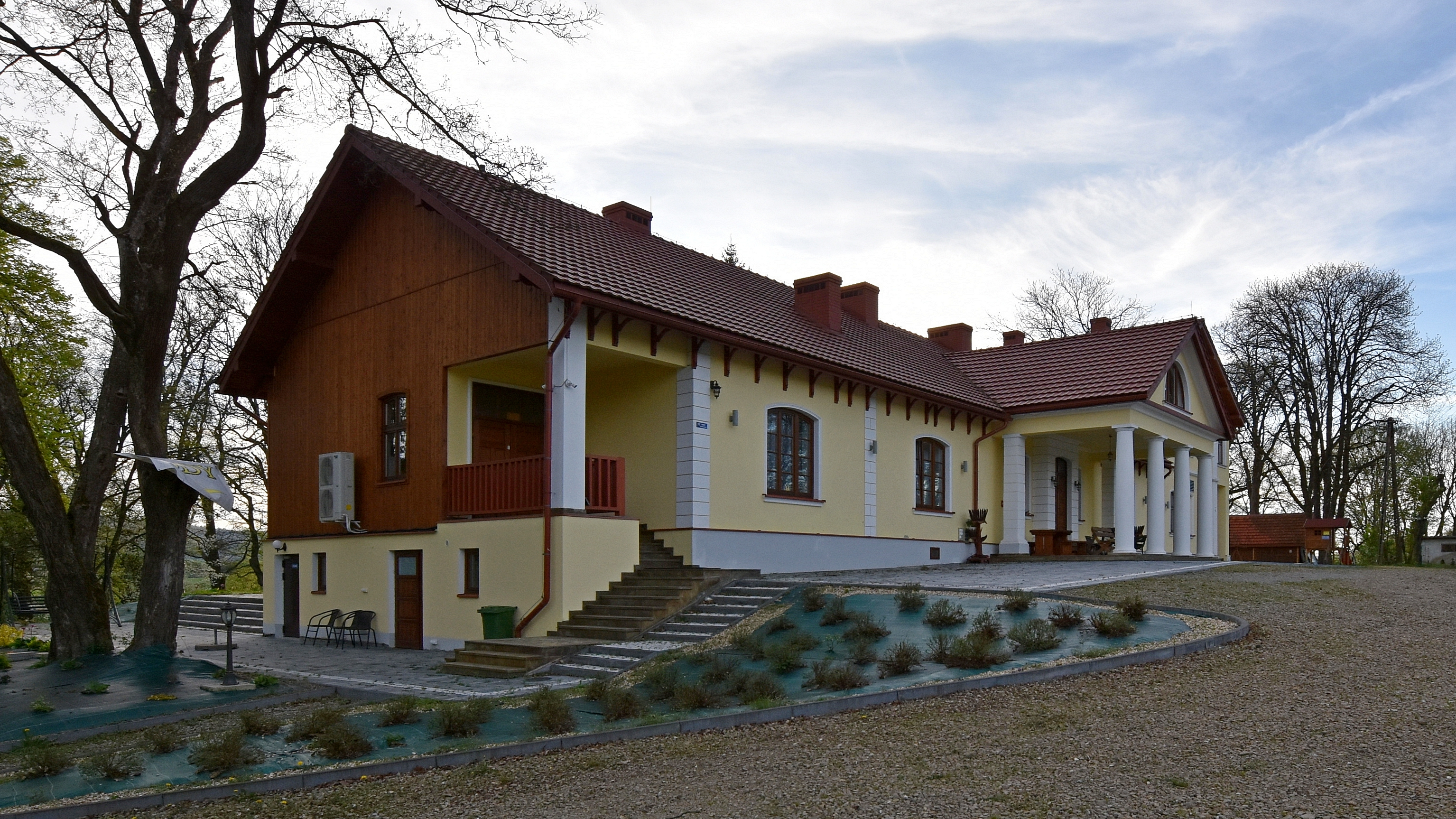
Elewacja boczna
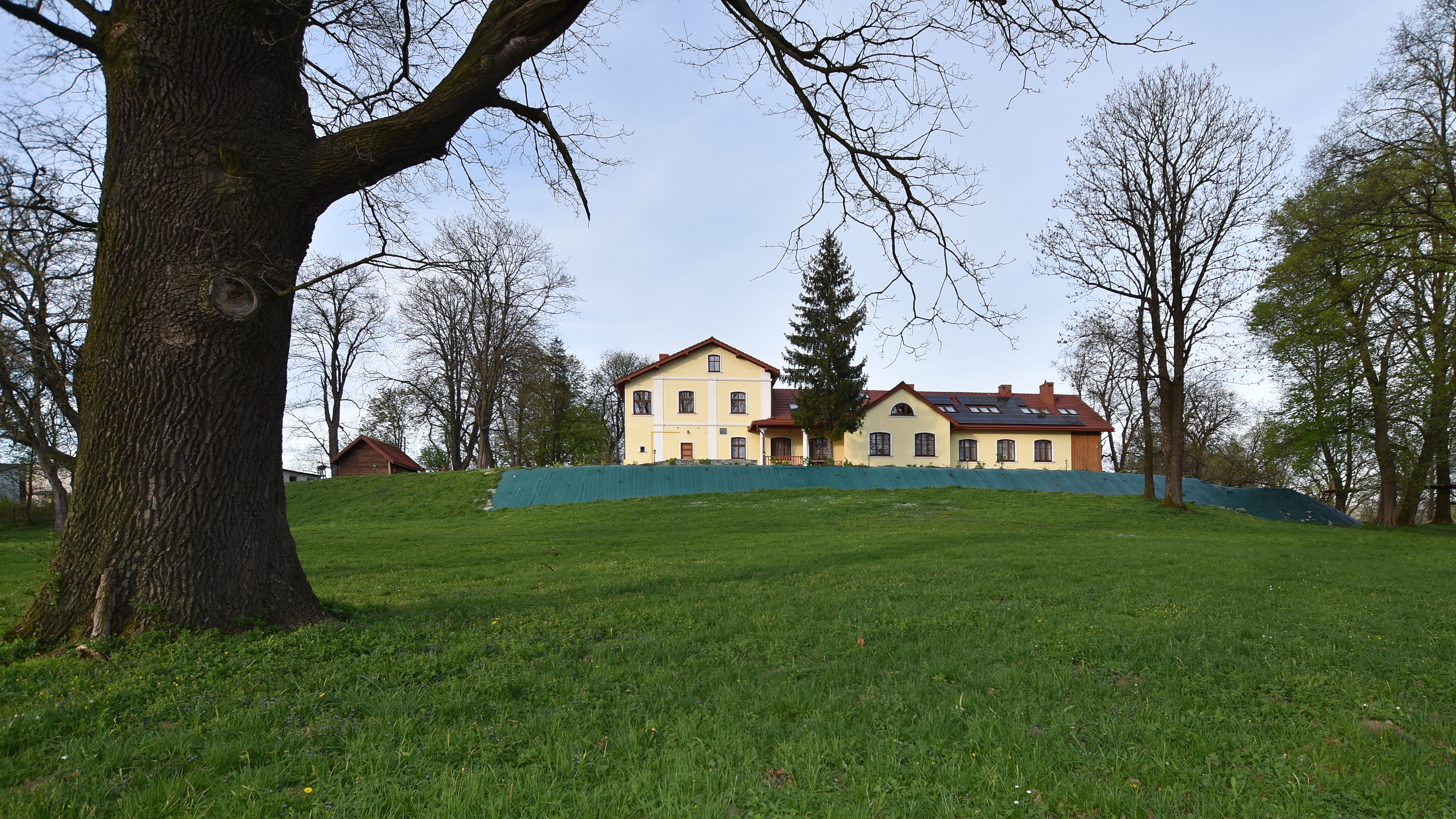
Elewacja ogrodowa
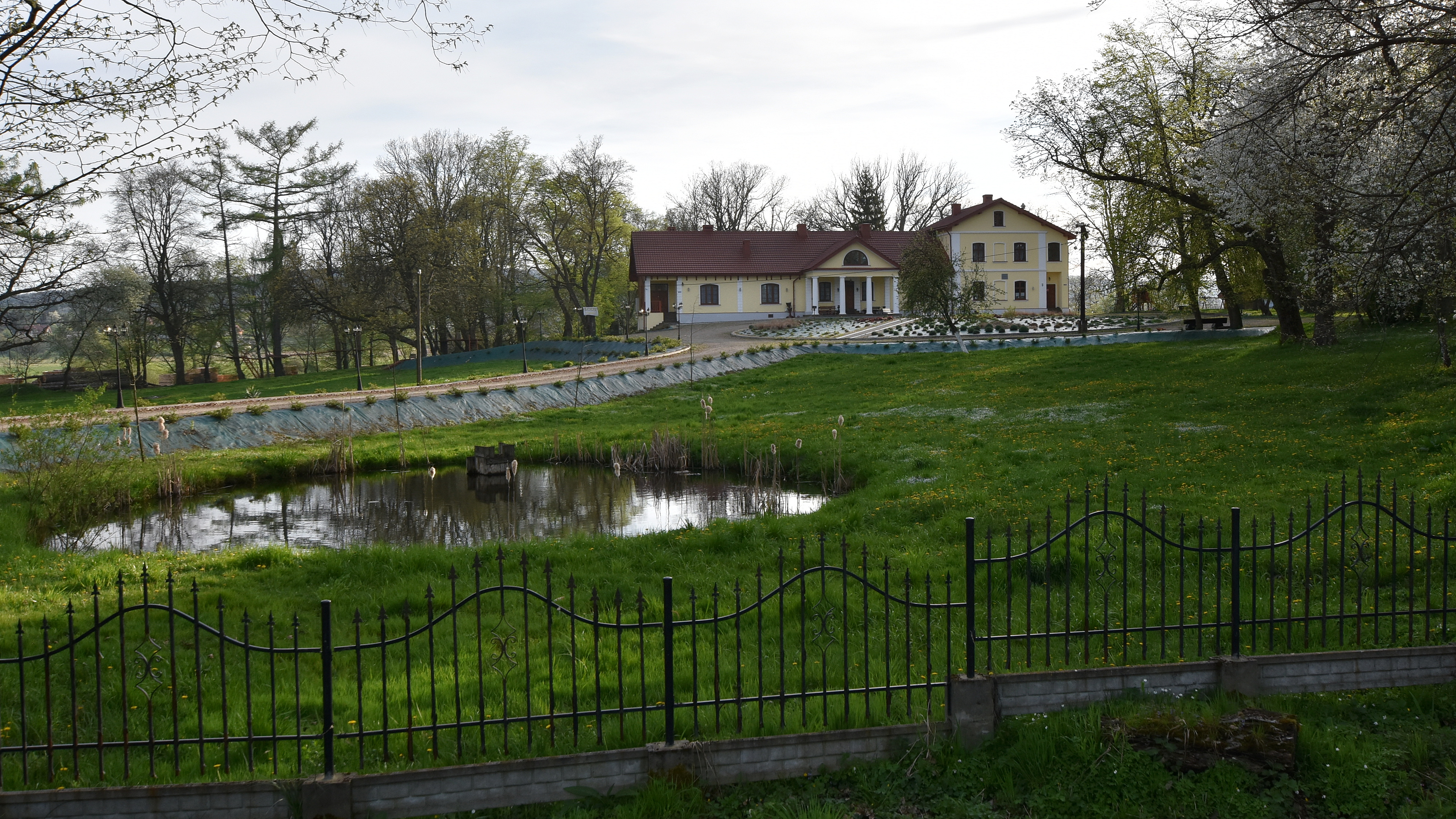
Widok ogólny